# Horizons (Starset)
Horizons è il quarto album in studio del gruppo musicale statunitense Starset, pubblicato il 22 ottobre 2021 dalla Fearless Records.

## Descrizione
Con i suoi oltre 70 minuti di musica complessivi, si tratta del più lungo album registrato dal gruppo e, al pari dei precedenti, si caratterizza per sonorità tipicamente legate al rock elettronico, con elementi ispirati alle colonne sonore cinematografiche e allo space rock.

## Promozione
Ancor prima dell'annuncio dell'album, il 26 aprile 2021 gli Starset hanno presentato il singolo Infected insieme al relativo visual diffuso sul loro canale YouTube. Solo il 10 settembre dello stesso anno il gruppo ha rivelato i vari dettagli relativi all'album, rendendo disponibile nel medesimo giorno il secondo singolo The Breach con il relativo video musicale. Al fine di anticipare il disco sono stati pubblicati anche i singoli Leaving This World Behind e Earthrise, rispettivamente usciti il 24 settembre e l'8 ottobre. Il 16 ottobre è stato reso disponibile per l'ascolto anche il brano Devolution attraverso una sottopagina della Fearless Records sbloccabile mediante un codice diffuso dal gruppo stesso.
Tra novembre e dicembre 2021 gli Starset hanno intrapreso un'estesa tournée nordamericana, durante la quale è stato aggiunto alla formazione il polistrumentista Cory Juba alla tastiera e alla chitarra. Tra febbraio e marzo 2022 il gruppo avrebbe dovuto esibirsi anche in Europa insieme ai Vola come artisti di supporto, decidendo tuttavia di posticiparlo all'anno seguente a causa delle restrizioni dovute alla pandemia di COVID-19. Nell'estate 2022 si è svolta una seconda tournée nordamericana, partita a Kansas City il 25 maggio e terminata a Cadott il 16 luglio.
Il 14 luglio è stato presentato il video per la dodicesima traccia Symbiotic, a cui ha fatto seguito l'11 agosto quello per la quarta traccia Icarus.

## Tracce
1. Unveiling the Architecture – 1:45 (Dustin Bates, Paul Trust)
2. The Breach – 4:20 (Dustin Bates, Garrison Turner, Joe Rickard)
3. Otherworldly – 5:02 (Dustin Bates, Sahaj Ticotin)
4. Icarus – 4:48 (Dustin Bates, Paul Trust, Joe Rickard)
5. Earthrise – 4:56 (Dustin Bates, Paul Trust, Joe Rickard)
6. Leaving This World Behind – 4:27 (Dustin Bates, Garrison Turner)
7. Devolution – 5:09 (Dustin Bates, Paul Trust, Joe Rickard)
8. Annihilated Love – 4:44 (Dustin Bates, Sahaj Ticotin, Johnny Andrews)
9. Alchemy – 5:20 (Dustin Bates, Erik Ron, Joe Rickard)
10. Disappear – 5:53 (Dustin Bates, Paul Trust, Joe Rickard)
11. This Endless Endeavor – 5:02 (Dustin Bates, Ricky Armellino, Joe Rickard)
12. Symbiotic – 3:23 (Dustin Bates, Stephen Aiello)
13. Dreamcatcher – 4:53 (Dustin Bates, Garrison Turner, Joe Rickard)
14. Tunnelvision – 4:09 (Dustin Bates, Stephen Aiello)
15. Infected – 3:08 (Dustin Bates, Johnny Andrews)
16. Something Wicked – 3:59 (Dustin Bates, Rob Graves, Joe Rickard)

## Formazione
Hanno partecipato alle registrazioni, secondo le note di copertina:
Musicisti
- Dustin Bates – voce
- Paul Trust – interludi, arrangiamento strumenti ad arco (tracce 2-14, 16), programmazione aggiuntiva (tracce 4, 5 e 7)
- Jasen Rauch – chitarra, basso
- Isaiah Perez – batteria
- Joe Rickard – programmazione
- Alex Niceford – programmazione
- Garrison Turner – programmazione aggiuntiva (tracce 2, 11 e 13)
- David Angell – violino (tracce 2, 5, 7 e 13)
- Carrie Bailey – violino (tracce 2, 5, 7 e 13)
- Seanad Chang – viola (tracce 2-14, 16)
- Paul Nelson – violoncello (tracce 2-14, 16)
- Sahaj Ticotin – programmazione aggiuntiva (tracce 3 e 8)
- David Davidson – violino (tracce 3, 4, 6, 8-10, 12 e 16)
- Conni Ellisor – violino (tracce 3, 4, 6, 8-11, 12, 14 e 16)
- Lester Estelle – batteria (tracce 10 e 15)
- Elizabeth Lamb – violino (tracce 11 e 14)
- Igor Kohoroshev – programmazione aggiuntiva (traccia 15)

Produzione
- Joe Rickard – produzione, ingegneria del suono
- Dustin Bates – produzione esecutiva
- Jasen Rauch – ingegneria parti di batteria
- Dan Lancaster – missaggio
- Niel Nielsen – mastering
- Josh Keith – ingegneria strumenti ad arco (tracce 2, 5, 7, 11, 13 e 14)
- Taylor Pollert – ingegneria strumenti ad arco (tracce 3, 4, 6, 8-10, 12 e 16)

## Classifiche
| Classifica (2021)         | Posizione massima |
| ------------------------- | ----------------- |
| Stati Uniti (alternative) | 22                |
| Stati Uniti (hard rock)   | 10                |
| Stati Uniti (independent) | 32                |
| Stati Uniti (rock)        | 38                |